# Siguiri (prefeitura)
Siguiri é uma prefeitura guineana situada na região de Cancã. Possui área de 17 760 quilômetros quadrados e tinha, em 2014, 687 002 habitantes.

## Sub-prefeituras
A prefeitura é dividida administrativamente em 12 subprefeituras:
1. Siguiri
2. Bankon
3. Doko
4. Franwalia
5. Kiniébakoura
6. Kintinian
7. Maléa
8. Naboun
9. Niagassola
10. Niandankoro
11. Norassoba
12. Siguirini
13. Tomba Kanssa